# Gebietseigene Gehölze
Gebietseigene Gehölze bezeichnet das Saat- und Pflanzgut von Gehölzen, die als gebietseigen gelten.

## Saatgutgewinnung

Darstellung der Vorkommensgebiete gebietseigner Gehölze in Deutschland inklusive länderspezifischer Unterteilungen.

Die Gewinnung von Saatgut gebietseigener Gehölze erfolgt aus geeigneten Erntebeständen. Kriterien für die Ausweisung von solchen Beständen sind unter anderem eine bestimmte Mindestgröße, ein bestimmtes Mindestalter und auch ein bestimmter Mindestabstand zu nicht gebietseigenen Beständen.

## Vorkommensgebiete
Für die kommerzielle Produktion und den Verkauf von gebietseigenen Gehölzen wurde eine Einteilung Deutschlands in 6 Vorkommensgebiete festgelegt, die im Rahmen einer übergreifenden Arbeitsgruppe erarbeitet wurde.
Es gilt die Gliederung Deutschlands in folgende 6 Vorkommensgebiete:
1. Norddeutsches Tiefland
2. Mittel- und Ostdeutsches Tief- und Hügelland
3. Süddeutsches Hügel- und Bergland
4. Westdeutsches Bergland und Oberrheingraben
5. Schwarzwald, Württembergisch-Fränkisches Hügelland und Schwäbisch-Fränkische Alb
6. Alpen und Alpenvorland

Bayern, Baden-Württemberg und Brandenburg haben eine weiterführende Unterteilung der Vorkommensgebiete in ihrem Bundesland vorgenommen.

## Zertifizierung und Akkreditierung
Derzeit gibt derzeit acht verschiedene Zertifizierungssysteme für gebietseigene Gehölze, die zum Teil recht unterschiedlich arbeiten. Um sicherzustellen, dass die verschiedenen Zertifizierer gewisse Mindeststandards erfüllen, können sich die Zertifizierungssysteme zukünftig durch die Deutsche Akkreditierungsstelle akkreditieren lassen. Dafür wurde von Bundesministerium für Umwelt, Naturschutz und Reaktorsicherheit ein entsprechendes Fachmodul erstellt.

## Bundesweit einheitliche Erntereferenznummer
Um eine Rückverfolgbarkeit der Erntepartien gebietseigener Gehölze bis zum Erntebestand zu ermöglichen, wird jede Gehölzpartie zukünftig mit einer Ertereferenznummer versehen. Die Erntereferenzummer setzt sich wie folgt zusammen:
| Länderkennzeichen (zweistellig)                                                                               | Erntebestandsnummer (10 Stellen) | Erntereferenznummer (17 Stellen) |
| Gehölzart (dreistellig)                                                                                       | Erntebestandsnummer (10 Stellen) | Erntereferenznummer (17 Stellen) |
| Vorkommensgebiet (zweistellig)                                                                                | Erntebestandsnummer (10 Stellen) | Erntereferenznummer (17 Stellen) |
| Erntebestand (dreistellig)                                                                                    | Erntebestandsnummer (10 Stellen) | Erntereferenznummer (17 Stellen) |
| Zertifizierungsstelle (zweistellig)                                                                           | ID-Nummer (7 Stellen)            | Erntereferenznummer (17 Stellen) |
| Erntejahr (zweistellig)                                                                                       | ID-Nummer (7 Stellen)            | Erntereferenznummer (17 Stellen) |
| Ernte/Mischung (einstellig)                                                                                   | ID-Nummer (7 Stellen)            | Erntereferenznummer (17 Stellen) |
| Laufende Ernte bzw. Mischung in diesem Erntejahr und pro Erntebestand und Zertifizierungsstelle (zweistellig) | ID-Nummer (7 Stellen)            | Erntereferenznummer (17 Stellen) |

Beispiel: 09 015 50 022 03 17 1 28
| 09                | 015       | 50               | 022          | 03                    | 17        | 1                | 28                                                                                              |
| Länderkennzeichen | Gehölzart | Vorkommensgebiet | Erntebestand | Zertifizierungsstelle | Erntejahr | Ernte / Mischung | Laufende Ernte bzw. Mischung in diesem Erntejahr und pro Erntebestand und Zertifizierungsstelle |